# Apulia hyacinthinula
Apulia hyacinthinula är en insektsart som först beskrevs av Jacobi 1905.  Apulia hyacinthinula ingår i släktet Apulia och familjen dvärgstritar. Inga underarter finns listade i Catalogue of Life.